# Rue Pétrelle
La rue Pétrelle est une voie du 9e arrondissement de Paris, en France.

## Situation et accès
La rue Pétrelle est une voie publique située dans le 9e arrondissement de Paris. Elle débute au 155, rue du Faubourg-Poissonnière et se termine au 58, rue de Rochechouart.

## Origine du nom
Elle porte le nom de M. Pétrelle, propriétaire du terrain et architecte, qui y fit construire plusieurs maisons vers la fin du XVIIIe siècle.

## Historique
C'était, à la fin du XVIIIe siècle, un chemin qui figure sur le plan de Deharme de 1763 ainsi que sur le plan de Verniquet de 1790 qui l'indique sous le nom de « rue Prétrel » et « rue Prétrelle ».
En 1811, la rue, presque entièrement lotie, porte le nom de « rue de Jolivet » puis « rue de Marlboroug », du fait d'une enseigne représentant le grand Marlborough qui s'y trouvait sous la Révolution, avant de reprendre le nom de « rue Pétrelle ».
Dans sa séance du 29 nivôse an V (18 janvier 1797), l'administration centrale du département de la Seine, considérant que cette rue était sans utilité pour le commerce et la circulation, en prescrivit la clôture. Elle est reprise dans la voirie de Paris par ordonnance du 15 novembre 1826 :
« Charles, etc.,
vu le plan d'alignement de la rue Pétrelle, faubourg Poissonnière, dans notre bonne ville de Paris ;
vu le procès-verbal d'enquête de commodo et incommodo dressé par le maire du deuxième arrondissement, le 27 mars 1826, et constatant la cession faite par les propriétaires riverains, à la ville de Paris, du terrain nécessaire, aux conditions réciproquement stipulées ;
vu l'offre faite par le sieur Armand Laimié de se charger de la moitié des frais de pavage de la rue ;
vu la délibération du Conseil général du département de la Seine, faisant fonctions de Conseil municipal de la ville de Paris, en date du 28 juillet 1826 ;
notre Conseil d'État entendu, nous avons ordonné et ordonnons ce qui suit :
- Article 1 : des alignements de la rue Pétrelle, à Paris, sont arrêtés conformément aux lignes noires tracées sur le plan ci-joint, et d'après lesquelles la largeur de cette rue est fixée à 10 mètres.
- Article 2 : le préfet de la Seine est autorisé à accepter, au nom de la Ville, l'offre par les propriétaires riverains d'abandonner gratuitement à la voie publique le terrain de la dite rue, ainsi que le pavé dans son état actuel.
- Article 3 : la ville demeure chargée de pourvoir à la moitié du nouveau pavage à exécuter, l'autre moitié des frais de ce pavage sera supportée par le sieur Armand Lainné, suivant l'offre qu'il en a faite.
- Article 4 : notre ministre secrétaire d’État au département de l'Intérieur est chargé de l'exécution de la présente ordonnance.

Donné en notre château des Tuileries, etc.
Signé : CHARLES. »
Une ordonnance du 23 août 1833, non exécutée, prévoyait le prolongement de cette voie, sous le nom de « rue Petrelle-Prolongée », sur une largeur de 10 mètres, entre les rues de Rochechouart et Turgot.
En 1839, une usine de compteurs à gaz est implantée par Grafton, gérant de la Compagnie de l'Ouest, une des six compagnies qui assuraient la production de gaz dans Paris.

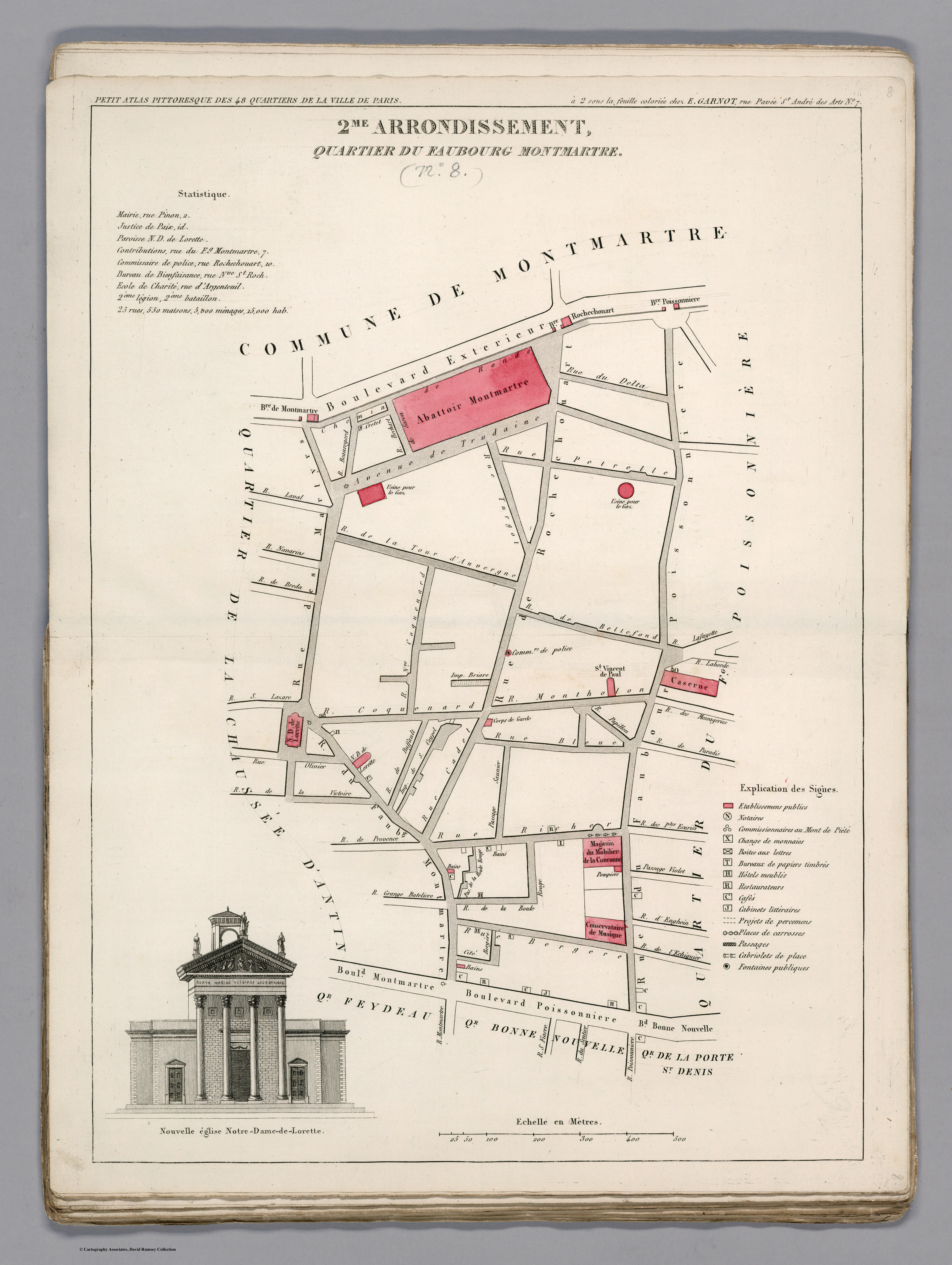
Plan du quartier du Faubourg Montmartre dans l'ancien 2e arrondissement en 1834.

## Bâtiments remarquables et lieux de mémoire
- Au no 8 se trouve le site Pétrelle (lycée) de l'établissement scolaire privé catholique sous contrat Rocroy Saint-Léon, dont le siège principal est proche, 106 rue du Faubourg-Poissonnière[3],[4].
- Au no 21 se trouvait l'entrée de la corroierie fondée par Alexis Godillot en 1875, pour traiter les peaux venues de Saint-Ouen.
- Au no 25 se trouve une entrée de la cité Napoléon.
- Un immeuble intéressant au no 26 qui a été édifié en 1870 par l'architecte H. de La Motta.
- Le 14 juillet 1889, pour le centenaire de la Révolution française, eut lieu dans la salle Pétrelle le Congrès international ouvrier de Paris.